# 1-ja Mużyca
1-ja Mużyca lub Pierwaja Mużyca (ros. 1-я Мужица) – wieś (ros. деревня, trb. dieriewnia) w zachodniej Rosji, w sielsowiecie kulbakińskim rejonu głuszkowskiego w obwodzie kurskim.

## Geografia
Miejscowość położona jest nad Miedwiedicą u jej ujścia do Mużycy (dopływ Snagostu w dorzeczu Sejmu), 3,5 km od centrum administracyjnego sielsowietu kulbakińskiego (Kulbaki), 12 km od centrum administracyjnego rejonu (Głuszkowo), 112 km od Kurska.

## Demografia
W 2010 r. miejscowość zamieszkiwały 124 osoby.